# 杨新海
杨新海（1968年7月17日—2004年2月14日），又名杨柳、杨枝牙，河南正阳人，中国连环杀手，在2000年到2003年間在河北、河南、山东、安徽四省杀害了67人，並且強姦23人。楊新海也是已知中國自1949年以來殺害最多人的連環殺手。对于杀人的动机，最终没有确切说法。

## 杨新海作案时间表
- 2000年9月19日，河南周口市川汇区北郊乡郭庄村，杀死2人。
- 2000年10月1日，安徽阜阳市颍州区王店镇肖营村椿树庄，杀死3人强奸1人。
- 2001年8月15日，河南漯河市临颍县巨陵乡纺车刘村，杀死3人强奸1人。
- 2001年秋，河南周口市西华县康楼乡，杀死2人。
- 2001年冬，河南平顶山叶县县城东南一个村庄，杀死2人。
- 2002年1月6日，河南驻马店市西平县人和乡刘庄村，杀死5人强奸1人。
- 2002年1月27日，河南开封市通许县，杀死3人强奸1人。
- 2002年6月30日，河南周口市扶沟县柴岗乡，杀死4人强奸1人。
- 2002年7月28日，河南南阳市邓州市，杀死4人强奸2人。
- 2002年10月22日，河南驻马店市西平县宋集乡翟胡村，杀死2人强奸1人重伤1人。
- 2002年11月8日，河南驻马店市上蔡县邵店乡高李村，杀死4人强奸2人重伤1人。
- 2002年11月16日，河南开封市尉氏县张市镇刘庄村，杀死2人强奸1人。
- 2002年11月19日，河南漯河市临颍县王孟乡石拐村，杀死2人。
- 2002年12月1日，河南周口市鹿邑县王皮溜镇闫湾村，杀死2人强奸1人重伤1人。
- 2002年12月13日，河南许昌市鄢陵县马栏乡司家村，杀死3人。
- 2002年12月15日，安徽阜阳市临泉县苗岔镇小李庄，杀死3人强奸1人。
- 2003年1月6日，西平縣人和鄉劉莊，殺死5 人(老婦劉栓、兒子劉占偉夫婦和一對孫兒女)。
- 2003年2月5日，河南平顶山市襄城县库庄乡，杀死3人强奸1人重伤1人。
- 2003年2月18日，河南周口市西华县迟营乡，杀死4人强奸2人。
- 2003年3月23日，河南商丘市民权县城关镇，杀死4人强奸1人。
- 2003年4月2日，山东菏泽市曹县桃园镇三李寨村，杀死2人。
- 2003年8月5日，河北邢台市李道村，杀死3人。
- 2003年8月8日，河北石家庄市桥西区东良厢村，杀死5人。

合计作案26起，杀死67人，故意伤害10人，强奸23人。

## 警方偵查
据西平警方透露，2002年10月22日，西平县宋集乡翟胡村案件发生不久后，漯河警方有人来到西平，谈起案件，大家觉得发生在漯河临颖的“8·15”案件与西平案有些类似。西平刑警大队遂专门派人去临颖查看。1月8日，驻马店市上蔡邵店乡高李村案发，4人被杀，2人被强奸，1人重伤。西平刑警大队也派人赶到现场，结果发现“作案手法几乎就是翻版”。
2002年11月中旬，河南省公安厅会同漯河、临颖、驻马店、西平、上蔡等市县警方在西平召开办公会，分析认定临颖、西平、上蔡三起案件应为一人所为，于是做出了并案侦查的决定，成立了“8·15系列杀人案侦破指挥部”。警方终于从纷繁的线索中理清了方向。警方判断案犯是一名有前科的人。从2002年11月底，侦破重点放在排查1995-2001年8月以来因入室盗窃、抢劫、强奸的劳改、劳教释放人员身上。据称，西平县公安局刑警队一名副队长在32天内跑了豫南10个监狱，查询对比了1995～2001年8月间释放的，年龄在25～40岁之间的人员指纹3万多份，但没有发现线索。根据案犯在临颖和上蔡现场遗落的体毛，警方还对其中一些人员抽取了血样进行DNA对比，有些重点人员没能见到本人，就抽取其父母的血样。但是仍旧没有发现线索。在此期间，亦有不少在逃杀人犯落网，但是却与此案无关。
与此同时，杨新海仍然在疯狂地作案。2002年12月13日，许昌市鄢陵县马栏乡司家村，45岁的司德胜和其妻子朱娥英以及儿子司喜阳一家三口遇害。2003年1月6日，杨新海重返西平县，来到人和乡刘庄，杀死了老妇刘栓、儿子刘占伟夫妇和一对孙儿女。到2003年3月，杨在豫南一带至少作案十起。平均每月作案两起。
2003年春节前后，河南公安厅下发了一份“豫南8·15系列杀人案宣传提纲”，显示警方的视野已进一步扩大，将更多的案件并案侦破，但并不包括更早前发生在安徽阜阳境内的两起。提纲写道：“2001年8月15日以来，在我省豫南地区的漯河、驻马店、开封、许昌、周口7市11县的农村发生了12起入室强奸、抢劫、杀人案件，死亡39人，重伤4人。”提纲对犯罪嫌疑人特征的描述是：1.犯罪嫌疑人为1人，男性，年龄在25～40岁左右，身高1.60米～1.67米，体态中等偏瘦，中体八字步，行走时稍有左右摇晃，随身可能携带有作案工具。2.该犯罪嫌疑人熟悉农村生活和环境。长期有家不归，无家可归或时出时归流窜于农村地区、昼伏夜出、单身活动或游村串户。3.经济条件差、性格内向、孤僻、有前科或是有作案史。4.其家庭成员也有可能是受过打击处理的人员。警方还承诺“对提供重要线索使此案直接得以破获的有功群众，将奖励人民币10万元。”提纲最后强调，“为防止惊动犯罪分子逃跑，此提纲不得张贴。”据称，这份提纲仅在西平印刷了30多万份，并在重点地区逐户进行了发放。另外，在漯河、许昌、周口等地，也有此类宣传单的发放。
据警方透露，群众举报十分踊跃，有时仅仅是一个乡镇派出所一个月就能接到上百起举报。但是，这种大密度的工作进行了几个月，也未能发现真正的凶手。随后警方进一步扩大了视线。2003年8月15日，公安部召集相关省份的刑侦部门在河南郑州召开会议，将安徽、山东等地的案件也并案侦察。而2000年10月1日发生于安徽阜阳市颖州区王店镇肖营村椿树庄的命案曾被认为是这一系列案件的首发案件。王店镇派出所一名干警表示，据他在杨新海落网后看到的一份书面明细表，在此之前，在河南郑州一带，还曾发生了约四起案件。这应该不在媒体此前公布的22起案件之列。
或许是宣传提纲起到了一定的作用，从2003年春节过后，杨新海在河南境内作案次数逐步减少，直至转移到山东、河北等地。2003年4月2日凌晨，杨新海来到山东省菏泽市曹县桃园镇三李寨村，翻过低矮的土墙跳入院内，又拨开了堂屋大门，凶残地杀死了李永宁和新婚100天的妻子陈芒云。这一天，陈芒云怀孕正好3个月。曹县公安局、菏泽市公安局重案刑侦人员和技术人员分别赶到了现场。在现场取证时，他们又主动与河南省商丘市民权县公安局取得了联系。3月23日，民权县城关镇发生一起血案，4人被杀1人被强奸。警方发现，两案手段极为相似。第二天，河南省公安厅专家来到现场。紧接着，山东省公安厅和公安部专家先后赶到。专家们侦察分析后决定，此案与河南的系列杀人案并案侦破。
5个月后的2003年8月5日，杨新海骑车来到河北省，在邢台市李道村杀死孙胜军一家3口之后又骑车离去。杨新海将这一切做得非常从容，之前在另一村民家中偷了一把斧子，到孙家杀人后还在院子里洗了洗手，并把作案时戴的手套扔在了那里，之后又把斧子扔在了孙的家门口。三天后，他又出现在石家庄市桥西区东良厢村，杀死了菜农魏现增一家5口。三天内连做两案，这在杨新海的历史中从未有过。最后的疯狂终于使他走到了末路。据警方人士透露，他们在“8·15”会议后即锁定了系列杀人案凶手的基本特征，并发放内部资料全面部署抓捕犯罪嫌疑人行动。据河南警方人士介绍，在五六月份，警方即开始到各乡村进行排查，对曾有过犯罪记录并常年不归者给予了特别的注意，杨新海当时就被锁定为重点嫌疑人之一。他们曾多次到杨父杨俊关家，对其进行抽血检验，并了解情况。
石家庄警方表示，8月8日魏现增一家五口命案发生之后，警方根据各种迹象判断，邢台李道村命案、石家庄东良厢命案及此前的河南数宗命案均出自同一凶手。警方还根据其作案规律推测，凶手在石家庄作案后可能将去往保定。事实上，根据杨新海此后的供述，他离开石家庄后确实去过保定，不过他在保定未曾犯案，而后又去了沧州。杨还说，他的下一个目的地将是天津的静海县，之后还可能会去往北京。但杨新海的路至此走到终点。11月3日夜，他在河北沧州被警方捕获。
杨新海被抓过程如下：11月3日夜12点左右，警方接报在火车站附近有一男子形迹可疑。新华分局一民警带一名实习警员迅速赶到现场，在火车站南大约200米的沧州铁路小学门口，发现了该可疑男子。该男子见到有人跟踪，便撒腿朝铁路方向猛跑，两名警察快步追赶，在一铁路涵洞口附近截住该男子，当时，该男子掏出一把折叠刀拒捕，随即被民警制服。该男子被捕后供称，自己名叫杨新海，又名杨枝芽、杨柳，38岁，河南人，没有正当职业，曾经杀过人。

## 法院审判
2004年2月1日，河南省漯河市中级人民法院对被告人杨新海抢劫、故意杀人、强奸、故意伤害罪一案依法进行了公開审理，以抢劫罪判处被告人杨新海死刑，剥夺政治权利终身，并处没收个人全部财产；以故意杀人罪判处死刑，剥夺政治权利终身；以强奸罪判处死刑，剥夺政治权利终身；以故意伤害罪判处5年；数罪并罚，决定执行死刑，剥夺政治权利终身，并处没收个人全部财产。法院1審宣判之后，被告人杨新海表示服從判決，不上诉。在這10天上诉期間内，被告人杨新海沒有提出上诉。河南省高级人民法院对該案进行了复核。　　
13天之後（2月14日）河南省高级人民法院在漯河市对被告人杨新海进行了公开宣判，依法核准漯河市中级人民法院作出的死刑判决，并且对杨新海验明正身，押赴刑场执行了枪决。